# 鳥取県立公文書館
鳥取県立公文書館（とっとりけんりつこうぶんしょかん）は、鳥取県鳥取市にある公文書館である。

## 概要
鳥取県立公文書館では、歴史資料として重要な鳥取県の公文書等や行政資料、統計資料を収集・保存し、公開している。
また、新鳥取県史編さん事業の成果や収集資料を活用する取り組みも行っている。
隣にある鳥取県立図書館とともに開館した。

## 沿革
- 1980年（昭和55年）12月　文書館設置調査会設置
- 1988年（昭和63年）7月　着工
- 1990年（平成2年）3月　竣工、鳥取県立公文書館の設置及び管理に関する条例公布(10月施行)
- 1990年（平成2年）10月　鳥取県立公文書館 開館 ※都道府県では16番目の公文書館
- 2008年（平成20年）4月　県史編さん室が編入
- 2012年（平成24年）4月　鳥取県公文書等の管理に関する条例施行 ※都道府県で3番目の公文書管理条例
- 2017年（平成29年）4月　鳥取県における歴史資料として重要な公文書書等の保存等に関する条例施行（通称：歴史公文書等保存条例 歴史的に重要な公文書等の保存及び利活用に関する県、市町村、県民等の責務・役割と相互の連携・協力を定めた全国初の条例[1]。

## アクセス
〒680-0017 鳥取県鳥取市尚徳町101

## 公式リンク
鳥取県立公文書館